# Тепловой поток
Теплово́й пото́к (поток тепла) — количество тепловой энергии, проходящее через выбранную поверхность в единицу времени:
{\displaystyle \Phi _{Q}={\frac {dQ}{dt}}}.
Величина совпадает с потоку энергии в случае когда переносимая энергия является именно тепловой, а не, например, электромагнитной энергии. 
Тепловой поток измеряется в Дж/с или, что то же самое, в Вт.
Связан с плотностью теплового потока {\displaystyle {\vec {q}}} (Вт/м2) через соотношение:
{\displaystyle \Phi _{Q}=\int _{S}{\vec {q}}\cdot d{\vec {S}}.}
Интегрирование выполняется по рассматриваемой поверхности {\displaystyle S,} которая при простых расчётах обычно берётся изотермической.